# Astrocles
Astrocles is een geslacht van zeesterren uit de familie Freyellidae. De wetenschappelijke naam van het geslacht werd in 1917 voor het eerst voorgesteld door Walter Kenrick Fisher. Tegelijk met de naam van het geslacht beschreef en benoemde hij ook de typesoort, Astrocles actinodetus

## Soorten
- Astrocles actinodetus Fisher, 1917
- Astrocles djakonovi Gruzov, 1964
- Astrocles japonicus Korovchinsky, 1976